# Liste des municipalités de l'État du Minas Gerais
L'État du Minas Gerais au Brésil compte 853 municipalités (municípios en portugais).

## Municipalités

### A-B
- Abadia dos Dourados
- Abaeté
- Abre Campo
- Acaiaca
- Açucena
- Água Boa
- Água Comprida
- Aguanil
- Águas Formosas
- Águas Vermelhas
- Aimorés
- Aiuruoca
- Alagoa
- Albertina
- Além Paraíba
- Alfenas
- Alfredo Vasconcelos
- Almenara
- Alpercata
- Alpinópolis
- Alterosa
- Alto Caparaó
- Alto Jequitibá
- Alto Rio Doce
- Alvarenga
- Alvinópolis
- Alvorada de Minas
- Amparo do Serra
- Andradas
- Andrelândia
- Angelândia
- Antônio Carlos
- Antônio Dias
- Antônio Prado de Minas
- Araçaí
- Aracitaba
- Araçuaí
- Araguari
- Arantina
- Araponga
- Araporã
- Arapuá
- Araújos
- Araxá
- Arceburgo
- Arcos
- Areado
- Argirita
- Aricanduva
- Arinos
- Astolfo Dutra
- Ataléia
- Augusto de Lima

- Baependi
- Baldim
- Bambuí
- Bandeira
- Bandeira do Sul
- Barão de Cocais
- Barão de Monte Alto
- Barbacena
- Barra Longa
- Barroso
- Bela Vista de Minas
- Belmiro Braga
- Belo Horizonte (capitale de l'État du Minas Gerais)
- Belo Oriente
- Belo Vale
- Berilo
- Bertópolis
- Berizal
- Betim
- Bias Fortes
- Bicas
- Biquinhas
- Boa Esperança
- Bocaina de Minas
- Bocaiúva
- Bom Despacho
- Bom Jardim de Minas
- Bom Jesus da Penha
- Bom Jesus do Amparo
- Bom Jesus do Galho
- Bom Repouso
- Bom Sucesso
- Bonfim
- Bonfinópolis de Minas
- Bonito de Minas
- Borda da Mata
- Botelhos
- Botumirim
- Brasilândia de Minas
- Brasília de Minas
- Brás Pires
- Braúnas
- Brasópolis
- Brumadinho
- Bueno Brandão
- Buenópolis
- Bugre
- Buritis
- Buritizeiro

### C
- Cabeceira Grande
- Cabo Verde
- Cachoeira da Prata
- Cachoeira de Minas
- Cachoeira de Pajeú
- Cachoeira Dourada
- Caetanópolis
- Caeté
- Caiana
- Cajuri
- Caldas
- Camacho
- Camanducaia
- Cambuí
- Cambuquira
- Campanário
- Campanha
- Campestre
- Campina Verde
- Campo Azul
- Campo Belo
- Campo do Meio
- Campo Florido
- Campos Altos
- Campos Gerais
- Canaã
- Canápolis
- Cana Verde
- Candeias
- Cantagalo
- Caparaó
- Capela Nova
- Capelinha
- Capetinga
- Capim Branco
- Capinópolis
- Capitão Andrade
- Capitão Enéas
- Capitólio
- Caputira
- Caraí
- Caranaíba
- Carandaí
- Carangola
- Caratinga
- Carbonita
- Careaçu
- Carlos Chagas
- Carmésia
- Carmo da Cachoeira
- Carmo da Mata
- Carmo de Minas
- Carmo do Cajuru
- Carmo do Paranaíba
- Carmo do Rio Claro
- Carmópolis de Minas
- Carneirinho
- Carrancas
- Carvalhópolis
- Carvalhos
- Casa Grande
- Cascalho Rico
- Cássia
- Cataguases
- Catas Altas
- Catas Altas da Noruega
- Catuji
- Catuti
- Caxambu
- Cedro do Abaeté
- Central de Minas
- Centralina
- Chácara
- Chalé
- Chapada do Norte
- Chapada Gaúcha
- Chiador
- Cipotânea
- Claraval
- Claro dos Poções
- Cláudio
- Coimbra
- Coluna
- Comendador Gomes
- Comercinho
- Conceição da Aparecida
- Conceição da Barra de Minas
- Conceição das Pedras
- Conceição das Alagoas
- Conceição de Ipanema
- Conceição do Mato Dentro
- Conceição do Pará
- Conceição do Rio Verde
- Conceição dos Ouros
- Cônego Marinho
- Confins
- Congonhal
- Congonhas
- Congonhas do Norte
- Conquista
- Conselheiro Lafaiete
- Conselheiro Pena
- Consolação
- Contagem
- Coqueiral
- Coração de Jesus
- Cordisburgo
- Cordislândia
- Corinto
- Coroaci
- Coromandel
- Coronel Fabriciano
- Coronel Murta
- Coronel Pacheco
- Coronel Xavier Chaves
- Córrego Danta
- Córrego do Bom Jesus
- Córrego Fundo
- Córrego Novo
- Couto de Magalhães de Minas
- Crisólita
- Cristais
- Cristália
- Cristiano Otoni
- Cristina
- Crucilândia
- Cruzeiro da Fortaleza
- Cruzília
- Cuparaque
- Curral de Dentro
- Curvelo

### D/H
- Datas
- Delfim Moreira
- Delfinópolis
- Delta
- Descoberto
- Desterro de Entre Rios
- Desterro do Melo
- Diamantina
- Diogo de Vasconcelos
- Dionísio
- Divinésia
- Divino
- Divino das Laranjeiras
- Divinolândia de Minas
- Divinópolis
- Divisa Alegre
- Divisa Nova
- Divisópolis
- Dom Bosco
- Dom Cavati
- Dom Joaquim
- Dom Silvério
- Dom Viçoso
- Dona Eusébia
- Dores de Campos
- Dores de Guanhães
- Dores do Indaiá
- Dores do Turvo
- Doresópolis
- Douradoquara
- Durandé

- Elói Mendes
- Engenheiro Caldas
- Engenheiro Navarro
- Entre Folhas
- Entre Rios de Minas
- Ervália
- Esmeraldas
- Espera Feliz
- Espinosa
- Espírito Santo do Dourado
- Estiva
- Estrela Dalva
- Estrela do Indaiá
- Estrela do Sul
- Eugenópolis
- Ewbank da Câmara
- Extrema

- Fama
- Faria Lemos
- Felício dos Santos
- Felisburgo
- Felixlândia
- Fernandes Tourinho
- Ferros
- Fervedouro
- Florestal
- Formiga
- Formoso
- Fortaleza de Minas
- Fortuna de Minas
- Francisco Badaró
- Francisco Dumont
- Francisco Sá
- Franciscópolis
- Frei Gaspar
- Frei Inocêncio
- Frei Lagonegro
- Fronteira
- Fronteira dos Vales
- Fruta de Leite
- Frutal
- Funilândia

- Galiléia
- Gameleiras
- Glaucilândia
- Goiabeira
- Goianá
- Gonçalves
- Gonzaga
- Gouveia
- Governador Valadares
- Grão Mogol
- Grupiara
- Guanhães
- Guapé
- Guaraciaba
- Guaraciama
- Guaranésia
- Guarani
- Guarará
- Guarda-Mor
- Guaxupé
- Guidoval
- Guimarânia
- Guiricema
- Gurinhatã

- Heliodora

### I/L
- Iapu
- Ibertioga
- Ibiá
- Ibiaí
- Ibiracatu
- Ibiraci
- Ibirité
- Ibitiúra de Minas
- Ibituruna
- Icaraí de Minas
- Igarapé
- Igaratinga
- Iguatama
- Ijaci
- Ilicínea
- Imbé de Minas
- Inconfidentes
- Indaiabira
- Indianópolis
- Ingaí
- Inhapim
- Inhaúma
- Inimutaba
- Ipaba
- Ipanema
- Ipatinga
- Ipiaçu
- Ipuiúna
- Iraí de Minas
- Itabira
- Itabirinha
- Itabirito
- Itacambira
- Itacarambi
- Itaguara
- Itaipé
- Itajubá
- Itamarandiba
- Itamarati de Minas
- Itambacuri
- Itambé do Mato Dentro
- Itamogi
- Itamonte
- Itanhandu
- Itanhomi
- Itaobim
- Itapagipe
- Itapecerica
- Itapeva
- Itatiaiuçu
- Itaú de Minas
- Itaúna
- Itaverava
- Itinga
- Itueta
- Ituiutaba
- Itumirim
- Iturama
- Itutinga

- Jaboticatubas
- Jacinto
- Jacuí
- Jacutinga
- Jaguaraçu
- Jaíba
- Jampruca
- Janaúba
- Januária
- Japaraíba
- Japonvar
- Jeceaba
- Jenipapo de Minas
- Jequeri
- Jequitaí
- Jequitibá
- Jequitinhonha
- Jesuânia
- Joaíma
- Joanésia
- João Monlevade
- João Pinheiro
- Joaquim Felício
- Jordânia
- José Gonçalves de Minas
- José Raydan
- Josenópolis
- Juatuba
- Juiz de Fora
- Juramento
- Juruaia
- Juvenília

- Ladainha
- Lagamar
- Lagoa da Prata
- Lagoa dos Patos
- Lagoa Dourada
- Lagoa Formosa
- Lagoa Grande
- Lagoa Santa
- Lajinha
- Lambari
- Lamim
- Laranjal
- Lassance
- Lavras
- Leandro Ferreira
- Leme do Prado
- Leopoldina
- Liberdade
- Lima Duarte
- Limeira do Oeste
- Lontra
- Luisburgo
- Luislândia
- Luminárias
- Luz

### M/O
- Machacalis
- Machado
- Madre de Deus de Minas
- Malacacheta
- Mamonas
- Manga
- Manhuaçu
- Manhumirim
- Mantena
- Maravilhas
- Mar de Espanha
- Maria da Fé
- Mariana
- Marilac
- Mário Campos
- Maripá de Minas
- Marliéria
- Marmelópolis
- Martinho Campos
- Martins Soares
- Mata Verde
- Materlândia
- Mateus Leme
- Matias Barbosa
- Matias Cardoso
- Mathias Lobato
- Matipó
- Mato Verde
- Matozinhos
- Matutina
- Medeiros
- Medina
- Mendes Pimentel
- Mercês
- Mesquita
- Minas Novas
- Minduri
- Mirabela
- Miradouro
- Miraí
- Miravânia
- Moeda
- Moema
- Monjolos
- Monsenhor Paulo
- Montalvânia
- Monte Alegre de Minas
- Monte Azul
- Monte Belo
- Monte Carmelo
- Monte Formoso
- Monte Santo de Minas
- Montes Claros
- Monte Sião
- Montezuma
- Morada Nova de Minas
- Morro da Garça
- Morro do Pilar
- Munhoz
- Muriaé
- Mutum
- Muzambinho

- Nacip Raydan
- Nanuque
- Naque
- Natalândia
- Natércia
- Nazareno
- Nepomuceno
- Ninheira
- Nova Belém
- Nova Era
- Nova Lima
- Nova Módica
- Nova Ponte
- Nova Porteirinha
- Nova Resende
- Nova Serrana
- Nova União
- Novo Cruzeiro
- Novo Oriente de Minas
- Novorizonte

- Olaria
- Olhos-d'Água
- Olímpio Noronha
- Oliveira
- Oliveira Fortes
- Onça de Pitangui
- Oratórios
- Orizânia
- Ouro Branco
- Ouro Fino
- Ouro Preto
- Ouro Verde de Minas

### P/R
- Padre Carvalho
- Padre Paraíso
- Paineiras
- Pains
- Pai Pedro
- Paiva
- Palma
- Palmópolis
- Papagaios
- Paracatu
- Pará de Minas
- Paraguaçu
- Paraisópolis
- Paraopeba
- Passabém
- Passa Quatro
- Passa Tempo
- Passa-Vinte
- Passos
- Patis
- Patos de Minas
- Patrocínio
- Patrocínio do Muriaé
- Paula Cândido
- Paulistas
- Pavão
- Peçanha
- Pedra Azul
- Pedra Bonita
- Pedra do Anta
- Pedra do Indaiá
- Pedra Dourada
- Pedralva
- Pedras de Maria da Cruz
- Pedrinópolis
- Pedro Leopoldo
- Pedro Teixeira
- Pequeri
- Pequi
- Perdigão
- Perdizes
- Perdões
- Periquito
- Pescador
- Piau
- Piedade de Caratinga
- Piedade de Ponte Nova
- Piedade do Rio Grande
- Piedade dos Gerais
- Pimenta
- Pingo-d'Água
- Pintópolis
- Piracema
- Pirajuba
- Piranga
- Piranguçu
- Piranguinho
- Pirapetinga
- Pirapora
- Piraúba
- Pitangui
- Piumhi
- Planura
- Poço Fundo
- Poços de Caldas
- Pocrane
- Pompéu
- Ponte Nova
- Ponto Chique
- Ponto dos Volantes
- Porteirinha
- Porto Firme
- Poté
- Pouso Alegre
- Pouso Alto
- Prados
- Prata
- Pratápolis
- Pratinha
- Presidente Bernardes
- Presidente Juscelino
- Presidente Kubitschek
- Presidente Olegário
- Prudente de Morais

- Quartel Geral
- Queluzito

- Raposos
- Raul Soares
- Recreio
- Reduto
- Resende Costa
- Resplendor
- Ressaquinha
- Riachinho
- Riacho dos Machados
- Ribeirão das Neves
- Ribeirão Vermelho
- Rio Acima
- Rio Casca
- Rio Doce
- Rio do Prado
- Rio Espera
- Rio Manso
- Rio Novo
- Rio Paranaíba
- Rio Pardo de Minas
- Rio Piracicaba
- Rio Pomba
- Rio Preto
- Rio Vermelho
- Ritápolis
- Rochedo de Minas
- Rodeiro
- Romaria
- Rosário da Limeira
- Rubelita
- Rubim

### S
- Sabará
- Sabinópolis
- Sacramento
- Salinas
- Salto da Divisa
- Santa Bárbara
- Santa Bárbara do Leste
- Santa Bárbara do Monte Verde
- Santa Bárbara do Tugúrio
- Santa Cruz de Minas
- Santa Cruz de Salinas
- Santa Cruz do Escalvado
- Santa Efigênia de Minas
- Santa Fé de Minas
- Santa Helena de Minas
- Santa Juliana
- Santa Luzia
- Santa Margarida
- Santa Maria de Itabira
- Santa Maria do Salto
- Santa Maria do Suaçuí
- Santana da Vargem
- Santana de Cataguases
- Santana de Pirapama
- Santana do Deserto
- Santana do Garambéu
- Santana do Jacaré
- Santana do Manhuaçu
- Santana do Paraíso
- Santana do Riacho
- Santana dos Montes
- Santa Rita de Caldas
- Santa Rita de Jacutinga
- Santa Rita de Minas
- Santa Rita de Ibitipoca
- Santa Rita do Itueto
- Santa Rita do Sapucaí
- Santa Rosa da Serra
- Santa Vitória
- Santo Antônio do Amparo
- Santo Antônio do Aventureiro
- Santo Antônio do Grama
- Santo Antônio do Itambé
- Santo Antônio do Jacinto
- Santo Antônio do Monte
- Santo Antônio do Retiro
- Santo Antônio do Rio Abaixo
- Santo Hipólito
- Santos Dumont
- São Bento Abade
- São Brás do Suaçuí
- São Domingos das Dores
- São Domingos do Prata
- São Félix de Minas
- São Francisco
- São Francisco de Paula
- São Francisco de Sales
- São Francisco do Glória
- São Geraldo
- São Geraldo da Piedade
- São Geraldo do Baixio
- São Gonçalo do Abaeté
- São Gonçalo do Pará
- São Gonçalo do Rio Abaixo
- São Gonçalo do Rio Preto
- São Gonçalo do Sapucaí
- São Gotardo
- São João Batista do Glória
- São João da Lagoa
- São João da Mata
- São João da Ponte
- São João das Missões
- São João del Rei
- São João do Manhuaçu
- São João do Manteninha
- São João do Oriente
- São João do Pacuí
- São João do Paraíso
- São João Evangelista
- São João Nepomuceno
- São Joaquim de Bicas
- São José da Barra
- São José da Lapa
- São José da Safira
- São José da Varginha
- São José do Alegre
- São José do Divino
- São José do Goiabal
- São José do Jacuri
- São José do Mantimento
- São Lourenço
- São Miguel do Anta
- São Pedro da União
- São Pedro dos Ferros
- São Pedro do Suaçuí
- São Romão
- São Roque de Minas
- São Sebastião da Bela Vista
- São Sebastião da Vargem Alegre
- São Sebastião do Anta
- São Sebastião do Maranhão
- São Sebastião do Oeste
- São Sebastião do Paraíso
- São Sebastião do Rio Preto
- São Sebastião do Rio Verde
- São Tiago
- São Tomás de Aquino
- São Thomé das Letras
- São Vicente de Minas
- Sapucaí-Mirim
- Sardoá
- Sarzedo
- Setubinha
- Sem-Peixe
- Senador Amaral
- Senador Cortes
- Senador Firmino
- Senador José Bento
- Senador Modestino Gonçalves
- Senhora de Oliveira
- Senhora do Porto
- Senhora dos Remédios
- Sericita
- Seritinga
- Serra Azul de Minas
- Serra da Saudade
- Serra dos Aimorés
- Serra do Salitre
- Serrania
- Serranópolis de Minas
- Serranos
- Serro
- Sete Lagoas
- Silveirânia
- Silvianópolis
- Simão Pereira
- Simonésia
- Sobrália
- Soledade de Minas

### T/W
- Tabuleiro
- Taiobeiras
- Taparuba
- Tapira
- Tapiraí
- Taquaraçu de Minas
- Tarumirim
- Teixeiras
- Teófilo Otoni
- Timóteo
- Tiradentes
- Tiros
- Tocantins
- Tocos do Moji
- Toledo
- Tombos
- Três Corações
- Três Marias
- Três Pontas
- Tumiritinga
- Tupaciguara
- Turmalina
- Turvolândia

- Ubá
- Ubaí
- Ubaporanga
- Uberaba
- Uberlândia
- Umburatiba
- Unaí
- União de Minas
- Uruana de Minas
- Urucânia
- Urucuia

- Vargem Alegre
- Vargem Bonita
- Vargem Grande do Rio Pardo
- Varginha
- Varjão de Minas
- Várzea da Palma
- Varzelândia
- Vazante
- Verdelândia
- Veredinha
- Veríssimo
- Vermelho Novo
- Vespasiano
- Viçosa
- Vieiras
- Virgem da Lapa
- Virgínia
- Virginópolis
- Virgolândia
- Visconde do Rio Branco
- Volta Grande

- Wenceslau Braz

## Sources
- Infos supplémentaires (cartes simple et en PDF, et informations sur l'État).
- Infos sur les municipalités du Brésil
- Liste alphabétique des municipalités du Brésil